# Club Social y Deportivo Vargas Torres
El Club Deportivo Vargas Torres, mayormente conocido como Vargas Torres, es un club deportivo ecuatoriano originario de la ciudad de Esmeraldas, fundado el 15 de marzo de 1983. Actualmente participa en la Serie B de Ecuador.
Está afiliado a la Asociación de Fútbol No Amateur de Esmeraldas.

## Uniforme

### Evolución del uniforme titular
| 2022 | 2023 | 2024 |

### Evolución del segundo uniforme
| 2022 | 2023 | 2024 |

### Evolución del tercer uniforme
| 2023 | 2024 |

## Jugadores

### Plantilla 2025
- Última actualización: 27 de marzo de 2025

- = Capitán.
- = Lesionado.

#### Altas y bajas Primera etapa 2024
- Última actualización: 31 de julio de 2024.

| Altas               |                          |                         |           |
| Jugador             | Posición                 | Procedencia             | Tipo      |
| Jonathan Quiñonez   | Guardameta               | Esmeraldas Petrolero    | Libre.    |
| Luis Angulo         | Defensa                  | Deportivo Santo Domingo | Préstamo. |
| Brandon Palacios    | Defensa                  | Barranquilla F.C        | Libre.    |
| Logar ordoñez       | Defensa                  | Ecuagenera S.C          | Libre.    |
| José Ramírez        | Centrocampista           | Deportivo Quevedo       | Libre.    |
| Jordán Medina       | Centrocampista           | Búhos                   | Libre.    |
| Jonathan Caicedo    | Centrocampista           | Esmeraldas Petrolero    | Libre.    |
| Alex Braulio        | Centrocampista           | CD Baños                | Libre.    |
| John Santacruz      | Delantero                | Guayaquil City F.C      | Libre.    |
| Ronaldo Villa       | Delantero                | Chivos FC               | Libre.    |
| Bajas               |                          |                         |           |
| Jugador             | Posición                 | Destino                 | Tipo      |
| Washington Plúas    | Defensa                  | Cumbayá FC              | Libre.    |
| John Jairo Angulo   | Defensa                  | Huancavilca SC          | Libre.    |
| Anthony Rosero      | Defensa · Centrocampista | Chacaritas FC           | Libre.    |
| Camilo Valencia     | Centrocampista           | Chacaritas FC           | Libre.    |
| Kevin Ayoví         | Centrocampista           | 9 de Octubre FC         | Libre.    |
| Facundo Pérez       | Centrocampista           | Juventud                | Libre.    |
| Miguel Perea        | Centrocampista           | Macará                  | Libre.    |
| Josué Daniel Cortez | Centrocampista           | América de Quito        | Libre.    |
| Antony Chere        | Delantero                | El Nacional             | Libre.    |
| John Santacruz      | Delantero                | Guayaquil City F.C      | Libre.    |

#### Altas y bajas Segunda etapa 2024
- Última actualización: 31 de julio de 2024.

| Altas              |                |                         |                      |
| Jugador            | Posición       | Procedencia             | Tipo                 |
| Filipe da Silva    | Guardameta     | América SP              | Libre                |
| Tomas Sarmiento    | Defensa        | Sansinena               | préstamo             |
| Vinicius Sangiorgi | Defensa        | Patronicense            | Libre                |
| Wagner Bello       | Defensa        | Cascavel                | Libre                |
| Julio César Arzú   | Defensa        | Búhos FC                | Libre                |
| Jonathan Nazareno  | Centrocampista | Rocafuerte FC           | Libre                |
| Darío Javier Canga | Centrocampista | 22 de Julio FC          | Libre                |
| Daniel Escobar     | Centrocampista | Desconocido             | Libre                |
| Carlos Orejuela    | Centrocampista | Azuriz                  | Libre                |
| Andrés García      | Delantero      | Bella Vista             | préstamo             |
| Bajas              |                |                         |                      |
| Jugador            | Posición       | Destino                 | Tipo                 |
| Luis Angulo        | Defensa        | Deportivo Santo Domingo | Regreso del Préstamo |
| Edison Ortiz       | Defensa        | 5 Agosto                | Libre                |
| Onofre Mejía       | Centrocampista | Germud FC               | Libre                |
| John Arroyo        | Centrocampista | 22 de Julio FC          | Libre                |
| Jonathan González  | Centrocampista | 22 de Julio FC          | Libre                |
| Faver Marulanda    | Centrocampista | Bandera de Colombia     | Rescisión            |
| Robinson Roja      | Centrocampista | 9 de Octubre FC         | Libre                |
| Alex Braulio       | Centrocampista | Anaconda FC             | Libre                |
| Jhon Almagro       | Delantero      | Unibolívar              | Rescisión            |
| Ronaldo Villa      | Delantero      | 22 de Julio FC          | Libre                |
| Juan Villacrés     | Delantero      | Deportivo Santo Domingo | Rescisión            |

## Palmarés

### Torneos nacionales
| Competición                        | Títulos | Subcampeonatos |
| ---------------------------------- | ------- | -------------- |
| Segunda Categoría de Ecuador (0/1) |         | 2022           |

### Torneos provinciales
| Competición                           | Títulos          | Subcampeonatos |
| ------------------------------------- | ---------------- | -------------- |
| Segunda Categoría de Esmeraldas (3/1) | 2019, 2021, 2022 | 2020           |